# Helene Weigel
Pour les articles homonymes, voir Weigel.
Helene Weigel, née le 12 mai 1900 à Vienne et morte le 6 mai 1971 à Berlin-Est, est une actrice d'origine autrichienne qui fut l'épouse de Bertolt Brecht et directrice du théâtre Berliner Ensemble. Les interprétations d'Helene Weigel ont joué un rôle déterminant dans le développement du théâtre épique.

## Biographie
Née à Vienne au sein d'une famille juive relativement aisée, Helene Weigel grandit dans l'arrondissement d'Alsergrund. Après ses études secondaires, elle suit une formation de comédienne jusqu'en 1919, à Vienne, puis part à Francfort-sur-le-Main, où elle joue au Neues Theater, avant de s'établir à Berlin en 1922. Elle étudie la dramaturgie auprès de Max Reinhardt, se produit à la Volksbühne et au Deutsches Theater,. Elle s'illustre par ses premiers grands rôles dans plusieurs pièces de théâtre, dont Penthésilée de Heinrich von Kleist, Woyzeck de Georg Büchner et Le Médecin malgré lui de Molière.
En 1923, Helene Weigel fait la connaissance de Bertolt Brecht. Ils ont un fils, Stefan, qui naît en 1924. Cinq ans plus tard, après le divorce du premier mariage de Brecht avec la chanteuse Marianne Zoff, ils se marient. En 1930, leur fille Barbara vient au monde. En 1932 Helene Weigel tient le rôle principal lors de la première de la pièce La Mère écrite par son mari.
Dès la prise du pouvoir des Nazis en 1933, le couple émigre au Danemark, en Suède, en Finlande et finalement aux États-Unis. En 1937, à Paris, Helene Weigel joue à nouveau le rôle principal lors de la mise en scène de la pièce Les Fusils de la mère Carrar écrite par Brecht et Margarete Steffin. Toutefois, en exil, ses difficultés avec la langue du pays l'ont empêchée de poursuivre sa carrière d'actrice. Brecht écrit pour elle le rôle de Catherine (de), la fille muette de Mère Courage afin qu’elle puisse jouer ce rôle où elle voulait sans aucunes difficultés linguistiques ; d'autre part, il ne réussit à obtenir la participation de son épouse lors de la réalisation du film Les bourreaux meurent aussi par Fritz Lang, désaccord qui rompt l’amitié entre Lang et Brecht. En 1944, Helene Weigel joue un rôle secondaire dans le film La Septième Croix.
Après son retour en Europe, elle interprète le rôle-titre dans la première d'Antigone de Brecht en 1948 à Coire, en Suisse. La même année, elle retourne en Allemagne et fonde avec Brecht le Berliner Ensemble qu'elle dirige de 1949 à 1971. En 1949, elle joue le rôle principal dans la pièce Mère Courage et ses enfants et remporte un grand succès.
En 1950, elle fait partie des membres fondateurs de l'Académie allemande des arts.
Après la mort de Bertolt Brecht en 1956, Helene Weigel continue à diriger le Berliner Ensemble. À l'occasion de son 60e anniversaire en 1960, le titre de professeur lui est conféré.
Elle est enterrée au cimetière de Dorotheenstadt de Berlin.

## Distinctions
Helene Weigel est lauréate du Prix national de la République démocratique allemande en 1949, 1953 et 1960. Elle est décorée en 1965 de l'ordre du mérite patriotique, section « Or » et, en 1970, de l'Étoile de l'amitié des peuples.

## Théâtre
- 1927 : Leocadia Begbick dans Homme pour homme, de Brecht
- 1932 : Pélagie Vlassova dans La Mère, de Brecht
- 1937 : Theresa Carrar dans Les Fusils de la mère Carrar, de Brecht
- 1948 : Antigone dans Antigone, version de Brecht de la pièce de Sophocle
- 1949 : Anna Fierling dans Mère Courage et ses enfants, de Brecht (Berliner Ensemble au Deutsches Theater Berlin)
- 1953 : Frau Großmann dans Katzgraben d'Erwin Strittmatter, mise en scène : Bertolt Brecht, Berliner Ensemble
- 1955 : Vassilissa dans Die Ziehtochter d'Alexander Ostrowski, mise en scène : Angelika Hurwicz, Berliner Ensemble
- 1957 : Récitante dans Grand-peur et misère du IIIe Reich de Brecht, Berliner Ensemble
- 1961 : Frau Flinz dans Frau Flinz de Helmut Baierl, mise en scène : Manfred Wekwerth et Peter Palitzsch, Berliner Ensemble
- 1963 : Der Messingkauf, de Brecht, Berliner Ensemble
- 1964 : Coriolan, de Brecht d'après William Shakespeare, mise en scène : Manfred Wekwerth et Joachim Tenschert, Berliner Ensemble
- 1969 : Das Manifest, de Brecht, Berliner Ensemble

## Filmographie
- 1955 : Mère Courage de Wolfgang Staudte : Mutter Courage (de) (film inabouti)
- 1957 : Mutter Courage und ihre Kinder - Eine Chronik aus dem Dreißigjährigen Krieg in 12 Bildern von Bertolt Brecht de Bertolt Brecht et Erich Engel (metteurs en scène de la pièce) et de Peter Hagen (réalisateur de la captation télévisée) : Anna Fierling, Marketenderin, surnommée « Mutter Courage » (de) ; en français « Mère Courage » (téléfilm, enregistrement théâtral de la pièce Mère Courage et ses enfants)
- 1957 : La Rose des vents (Die Windrose) de Joris Ivens